# 歷史特殊論
歷史特殊論（英語：Historical Particularism，這個名稱由馬文·哈里斯於1968年提出）普遍被認定為美國的第一個人類學思想學派，由法蘭茲·鮑亞士所創立。歷史特殊論拒斥了单线进化论----這個理論曾經主導人類學，直到鮑亞士提出反擊為止。歷史特殊論主張，每個社會都是其獨特歷史的一個集體表徵（再現）。鮑亞士也拒斥平行进化论，這個概念主張所有社會都處在相同的路徑上，並以其他社會都具有的相同方式，達到其特定的發展水平。相反地，歷史特殊論呈現，社會可以透過不同的路徑，達到相同的文化發展水平。
鮑亞士認為，傳播、貿易、相對應的環境和歷史事件可能產生類似的文化特質。鮑亞士建議用來解釋文化習慣的三個特徵是：環境條件、心理因素、歷史連結，其中歷史是最重要的（因此成為這個學派的名稱）。
評論家認為，歷史特殊論是反理論的（antitheoretical），它並不尋求建立適用於世界所有文化的普遍理論。鮑亞士認為，一旦蒐集到充分的資料，理論就會自發產生。這是美國第一個人類學思想學派，而且鮑亞士（包括他的思想學派）可謂是美國歷史上最具影響力的人類學思想家。

## 引用文獻
1. ↑  Harris, Marvin: The Rise of Anthropological Theory: A History of Theories of Culture. 1968.  (Reissued 2001) New York: Thomas Y. Crowell Company
2. 1 2 3 4  
Boas, Franz.  (jstor PDF). American Anthropologist. December 1920, 22 (4): 311–321  [2006-11-30]. doi:10.1525/aa.1920.22.4.02a00020. ISSN: 00027294.

## 進階閱讀
- Calhoun, Craig J. (编). . . Oxford University Press. 2002: 212. ISBN 9780195123715.
- Card, Claudia. . Temple University Press. 1996: 10. ISBN 9781566394536.
- Darnell, Regna. . University of Nebraska Press. 2001: 34. ISBN 9780803266292.
- Sanderson, Stephen K. . Barfield, Thomas  (编). . Wiley-Blackwell. 1997: 237. ISBN 9781577180579.